# ژاک نوئل
ژاک نوئل (فرانسوی: Jacques Noël‎; ۶ آوریل ۱۹۲۰ – اکتبر ۲۰۰۴) شمشیرباز اهل فرانسه بود.
وی در مسابقات کشوری و بین‌المللی در مجموع برندهٔ ۱ مدال طلا شده‌است.